# 王德厚
王德厚，河北武功县人，中华人民共和国政治人物。
担任长宁公社民兵团副团长兼寨大民兵连指导员，候选为农业劳模。1954年，当选第一届全国人民代表大会代表。